# Badiza cauxa
Badiza cauxa är en fjärilsart som beskrevs av Swinhoe 1902. Badiza cauxa ingår i släktet Badiza och familjen nattflyn. Inga underarter finns listade i Catalogue of Life.